# Duumvirer
Duumvirer (latin duumviri), "tvåmännen", var under antikens Rom högsta myndigheten i landsortsstäderna (municipia).
Duumvirer valdes årligen bland dekurionerna, den kommunala senaten, och hade samma funktion som konsulerna på nationell nivå. Vart femte år utförde de plikter motsvarande censorernas.